# Формула-1 — Гран-прі Китаю 2017
Гран-прі Китаю 2017 (офіційно 2017 Formula 1 Heineken Chinese Grand Prix) — автоперегони чемпіонату світу Формули-1, які пройшли 9 квітня 2017 на Міжнародному автодромі Шанхая в Шанхаї, Китай. Це другий етап Чемпіонату Світу і чотирнадцяте Гран-прі Китаю в історії.

## Гран-прі
Початок Гран-прі відзначився погодними труднощами, через які більшу частину першої практики виїзд з піт-лейну був закритий, а другу практику повністю скасовано. Над трасою стояв густий туман, який ускладнював роботу медичного гелікоптера. Згідно з правилами безпеки, час доправляння постраждалого до медичного закладу повинен бути не більше 20 хвилин, а в Шанхаї без гелікоптера це не можливо. Так як погодні прогнози на неділю також передбачали сильний туман, FIA вжила ряд заходів щодо гарантування проведення гонки: в лікарню, яка знаходиться лише в п'яти кілометрах від треку, було передано необхідне обладнання для неврологічного відділення (без цього обладнання лікарня не відповідала вимогам безпеки), також FIA організувала поліцейський ескорт кареті швидкої допомоги, аби зменшити час у дорозі.
Льюїс Гамільтон зайняв шостий поспіль поул на Гран-прі Китаю.
Гонка розпочалася з мокрою трасою, але під час гонки дощу не було. Гамільтон очолював гонку від початку до кінця і встановив найшвидше коло. Себастьян Феттель стартував другим, але під час віртуальної машини безпеки здійснив піс-стоп і опустився на шосту позицію. До фінішу Феттель повернув другу позицію. Водій дня, Макс Ферстаппен, стартував шістнадцятим. Проте вже на першому колі обігнав дев'ять болідів, а до фінішу приїхав третім.

## Класифікація
| Поз.                | №  | Пілот                   | Конструктор               | Q1       | Q2       | Q3       | Старт |
| ------------------- | -- | ----------------------- | ------------------------- | -------- | -------- | -------- | ----- |
| 1                   | 44 | Льюїс Гамільтон         | Mercedes                  | 1:33.333 | 1:32.406 | 1:31.678 | 1     |
| 2                   | 5  | Себастьян Феттель       | Ferrari                   | 1:33.078 | 1:32.391 | 1:31.864 | 2     |
| 3                   | 77 | Вальттері Боттас        | Mercedes                  | 1:33.684 | 1:32.552 | 1:31.865 | 3     |
| 4                   | 7  | Кімі Ряйкконен          | Ferrari                   | 1:33.341 | 1:32.181 | 1:32.140 | 4     |
| 5                   | 3  | Данієль Ріккардо        | Red Bull Racing-TAG Heuer | 1:34.041 | 1:33.546 | 1:33.033 | 5     |
| 6                   | 19 | Феліпе Масса            | Williams-Mercedes         | 1:34:205 | 1:33.759 | 1:33.507 | 6     |
| 7                   | 27 | Ніко Гюлькенберг        | Renault                   | 1:34.453 | 1:33.636 | 1:33.580 | 7     |
| 8                   | 11 | Серхіо Перес            | Force India-Mercedes      | 1:34.657 | 1:33.920 | 1:33.706 | 8     |
| 9                   | 26 | Даніїл Квят             | Toro Rosso                | 1:34.440 | 1:34.034 | 1:33.719 | 9     |
| 10                  | 18 | Ленс Стролл             | Williams-Mercedes         | 1:33.986 | 1:34.090 | 1:34.220 | 10    |
| 11                  | 55 | Карлос Сайнс (молодший) | Toro Rosso                | 1:34.567 | 1:34.150 |          | 11    |
| 12                  | 20 | Кевін Магнуссен         | Haas-Ferrari              | 1:34.942 | 1:34.164 |          | 12    |
| 13                  | 14 | Фернандо Алонсо         | McLaren-Honda             | 1:34.499 | 1:34.372 |          | 13    |
| 14                  | 9  | Маркус Ерікссон         | Sauber-Ferrari            | 1:34.892 | 1:35.046 |          | 14    |
| 15                  | 36 | Антоніо Джовінаццо      | Sauber-Ferrari            | 1:34.963 | без часу |          | 182   |
| 16                  | 2  | Стоффель Вандорн        | McLaren-Honda             | 1:35.023 |          |          | 15    |
| 17                  | 8  | Ромен Грожан            | Haas-Ferrari              | 1:35.223 |          |          | 191   |
| 18                  | 30 | Джоліон Палмер          | Renault                   | 1:35.279 |          |          | 201   |
| 19                  | 33 | Макс Ферстаппен         | Red Bull Racing-TAG Heuer | 1:35.433 |          |          | 16    |
| 20                  | 31 | Естебан Окон            | Force India-Mercedes      | 1:35.496 |          |          | 17    |
| Час 107 %: 1:39.593 |    |                         |                           |          |          |          |       |
| Джерела:            |    |                         |                           |          |          |          |       |

## Перегони
| Поз.     | №  | Пілот                   | Конструктор               | Кола | Час/Відставання | Старт | Очки |
| -------- | -- | ----------------------- | ------------------------- | ---- | --------------- | ----- | ---- |
| 1        | 44 | Льюїс Гамільтон         | Mercedes                  | 56   | 1:37:36.158     | 1     | 25   |
| 2        | 5  | Себастьян Феттель       | Ferrari                   | 56   | +6.250          | 2     | 18   |
| 3        | 33 | Макс Ферстаппен         | Red Bull Racing-TAG Heuer | 56   | +45.192         | 16    | 15   |
| 4        | 3  | Данієль Ріккардо        | Red Bull Racing-TAG Heuer | 56   | +46.035         | 5     | 12   |
| 5        | 7  | Кімі Ряйкконен          | Ferrari                   | 56   | +48.076         | 4     | 10   |
| 6        | 77 | Вальттері Боттас        | Mercedes                  | 56   | +48.808         | 3     | 8    |
| 7        | 55 | Карлос Сайнс (молодший) | Toro Rosso                | 56   | +1:12.893       | 11    | 6    |
| 8        | 20 | Кевін Магнуссен         | Haas-Ferrari              | 55   | +1 коло         | 12    | 4    |
| 9        | 11 | Серхіо Перес            | Force India-Mercedes      | 55   | +1 коло         | 8     | 2    |
| 10       | 31 | Естебан Окон            | Force India-Mercedes      | 55   | +1 коло         | 17    | 1    |
| 11       | 8  | Ромен Грожан            | Haas-Ferrari              | 55   | +1 коло         | 19    |      |
| 12       | 27 | Ніко Гюлькенберг        | Renault                   | 55   | +1 коло         | 7     |      |
| 13       | 30 | Джоліон Палмер          | Renault                   | 55   | +1 коло         | 20    |      |
| 14       | 19 | Felipe Massa            | Williams-Mercedes         | 55   | +1 коло         | 6     |      |
| 15       | 9  | Феліпе Масса            | Sauber-Ferrari            | 55   | +1 коло         | 14    |      |
| Схід     | 14 | Фернандо Алонсо         | McLaren-Honda             | 33   | Привідний вал   | 13    |      |
| Схід     | 26 | Даніїл Квят             | Toro Rosso                | 18   | Гідравліка      | 9     |      |
| Схід     | 2  | Стоффель Вандорн        | McLaren-Honda             | 17   | Паливна система | 15    |      |
| Схід     | 36 | Антоніо Джовінаццо      | Sauber-Ferrari            | 3    | Аварія          | 18    |      |
| Схід     | 18 | Ленс Стролл             | Williams-Mercedes         | 0    | Аварія          | 10    |      |
| Джерела: |    |                         |                           |      |                 |       |      |

## Положення в чемпіонаті після Гран-прі
|   | Поз. | Пілот             | Очки |
| - | ---- | ----------------- | ---- |
|   | 1    | Себастьян Феттель | 43   |
|   | 2    | Льюїс Гамільтон   | 43   |
| 2 | 3    | Макс Ферстаппен   | 25   |
| 1 | 4    | Вальттері Боттас  | 23   |
| 1 | 5    | Кімі Ряйкконен    | 22   |

|   | Поз. | Конструктор               | Очки |
| - | ---- | ------------------------- | ---- |
| 1 | 1    | Mercedes                  | 66   |
| 1 | 2    | Ferrari                   | 65   |
|   | 3    | Red Bull Racing-TAG Heuer | 37   |
| 2 | 4    | Toro Rosso                | 12   |
|   | 5    | Force India-Mercedes      | 10   |

- Примітка: Тільки 5 позицій включені в обидві таблиці.

### Офіційний вебсайт
- Гонка на офіційному сайті Формули 1